# 中国共産党第十七回全国代表大会
中国共産党第十七次全国代表大会（中国共产党第十七次全国代表大会）は、2007年10月15日から21日までの間、北京で開催された中国共産党の全国代表大会（党大会）である。略称は中共十七大（十七大）。

## 概要
大会のテーマは「中国特色社会主義(zh)の偉大なる旗を高く掲げ、小康社会の全面建設に向け奮闘努力し、勝利しよう」というものであった。この大会で胡錦濤総書記を党の中心とすることが再確認され、また、科学的発展観を党の「主要方針」とすることが党規約に明記された。中国共産党中央委員会委員として204名(一覧/中国語)、中央委員候補167名(一覧/中国語)、中国共産党中央規律検査委員会127名が選出された。
- 全国党員数：7336.3万名（2007年6月）[2]
- 代表：2,213人[3]、特邀代表57人。
- 開催場所：北京人民大会堂
- 開催期間：2007年10月15日-21日

## 大会機構
次のリストはあくまで十七大の主要メンバーであり、「中共中央」と呼ばれる党中央委員会ではない。党中央委員会は後述する一中全会で選ばれる。
- 主席団：237人
- 主席団常務委員会（36名）：胡錦濤、江沢民、呉邦国、温家宝、賈慶林、曽慶紅、呉官正、李長春、羅幹、王楽泉、王兆国、回良玉、劉淇、劉雲山、呉儀(女)、張立昌(zh)、張徳江、周永康、兪正声、賀国強、郭伯雄、曹剛川、曽培炎、王剛、李鵬、万里、喬石、朱鎔基、李瑞環、宋平、劉華清、尉健行、李嵐清、徐才厚、何勇、王忠禹(zh)

- 大会秘書長：曽慶紅
- 大会副秘書長：劉雲山、周永康、賀国強、王剛
- 十七大代表資格審査委員会 
  - 主任：呉官正
  - 副主任：賀国強、李継耐

## 中共総書記の業績報告
十七大は2007年10月15日午前9時に開会し、まず胡錦涛が登場して演壇に立った。次に3年前に中央軍事委員会主席を引退してからは党の役職から完全に身を引いた江沢民が登場した。次に呉邦国が登場したが、胡錦涛とは5メートルほど離れた位置だった。出席者は過去に死去した元中共幹部の毛沢東、鄧小平などに黙祷をささげた。その後胡錦涛に長い間拍手が贈られた後、胡錦涛からの政治報告が行われた。この報告で、胡錦涛は科学発展観(zh)の重要性を強調した。
11時15分、胡錦涛の報告は終了し、胡錦涛は立ち迎える江沢民らと握手を交わしながら席に戻った。その後江沢民は退席し、入れ替わりで李鵬、朱鎔基ら中共第3世代の指導者(胡錦涛の前の世代、メンバーは中国版参照)が登場した。朱鎔基はかなり辛い様子で、拍手をすることも少なく、しきりに水を飲んでいた。このほか、中共第2世代の指導者である華国鋒、万里、宋平も壇上に姿を見せた。
胡錦涛は第16回中央委員会の業績を12に分けて報告した。
1. 過去5年間（十六大）の業績。
2. 改革開放路線の進捗。
3. 科学発展観をますます進捗させたこと。
4. 小康社会建設の実施。
5. 国民経済を促進し発展させたこと。
6. 社会主義民主政発展の堅持。
7. 社会主義文化の大発展と大繁栄の推進。
8. 社会建設のため、民政改善を推進したこと。
9. 国防と軍隊の最新化を実現したこと。

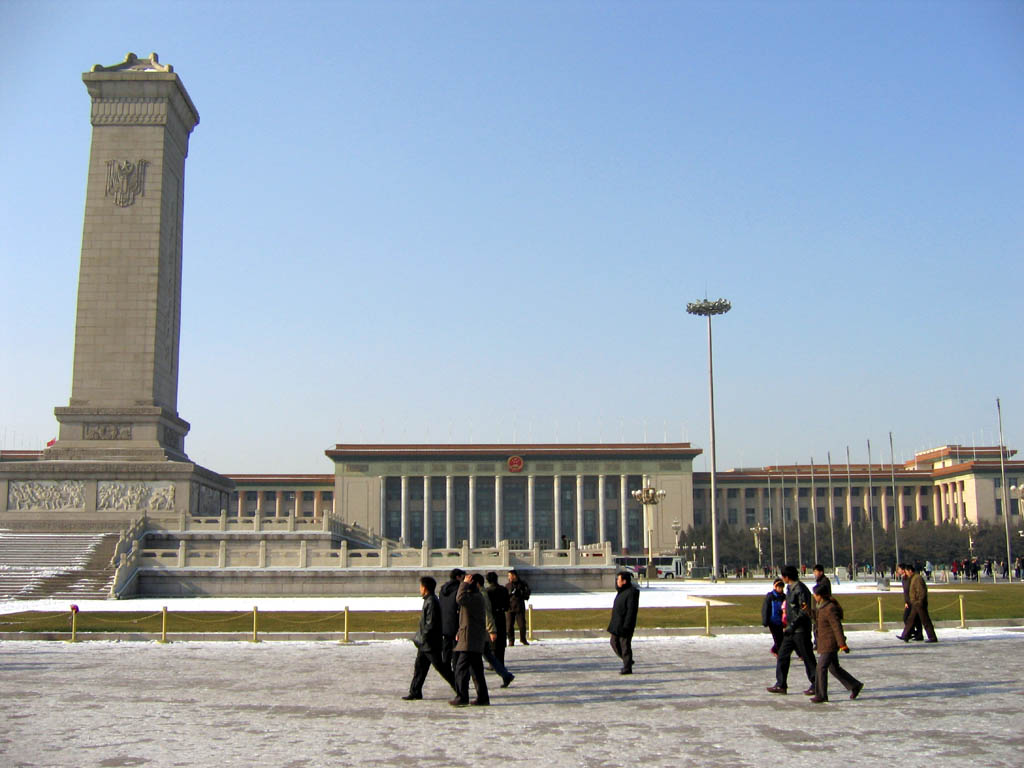
中共十七大が開かれた北京人民大会堂

10. 一国二制度を推進し、全国和平統一を実践したこと。
11. 道路建設を終始滞りなく推進したこと。
12. 改革創新精神を以って、中共の建設工程を全面推進したこと。

## 選出委員
十七大最終日の10月21日に党中央委員会委員の選挙が行われ、221人の候補の中から204人が選ばれた。当選率は92%であり、前期に比べて6名増だった。他に党中央委員候補167名、党中央紀律検査委員会委員127名も決められた。
- 于幼軍、衛留成、習近平、馬馼、馬凱、馬暁天、王剛、王君、王珉、王晨、王毅、王万賓、王太華、王正偉、王東明、王楽泉、王兆国、王旭東、王岐山、王滬寧、王国生、王金山、王勝俊、王家瑞、王鴻挙、王喜斌、烏雲其木格、尹蔚民、鄧楠、鄧昌友、艾斯海提・克里木拝、石宗源、盧展工、田成平、田修思、白立忱、白志健、白恩培、白景富、令計画、司馬義・鉄力瓦尔地、吉炳軒、列確、呂祖善、回良玉、朱之鑫、朱維群、華建敏、向巴平措、劉京、劉淇、劉鵬、劉源、劉雲山、劉冬冬、劉永治、劉成軍、劉延東、劉志軍、劉奇葆、劉明康、劉暁江、劉家義、許其亮、孫大発、孫忠同、孫春蘭、孫政才、孫暁群、蘇栄、杜青林、李斌、李長才、李長江、李長春、李従軍、李世明、李成玉、李兆焯、李克強、李学挙、李学勇、李建国、李栄融、李海峰、李継耐、李盛霖、李景田、李源潮、李毅中、楊晶、楊元元、楊伝堂、楊衍銀、楊潔篪、楊崇匯、肖捷、呉双戦、呉邦国、呉勝利、呉愛英、呉新雄、何勇、汪洋、沈躍躍、宋秀岩、遅万春、張平、張陽、張又侠、張雲川、張文岳、張玉台、張左己、張慶偉、張慶黎、張宝順、張春賢、張高麗、張海陽、張徳江、陸兵、陸浩、阿不来提・阿不都熱西提、陳雷、陳至立、陳国令、陳建国、陳奎元、陳炳徳、范長龍、林樹森、尚福林、羅保銘、羅清泉、周済、周強、周小川、周生賢、周永康、周伯華、房峰輝、孟学農、孟建柱、趙楽際、趙克石、趙洪祝、胡春華、胡錦濤、柳斌杰、兪正声、姜大明、姜偉新、姜異康、賀国強、秦光栄、袁純清、耿恵昌、聶衛国、賈慶林、賈治邦、銭運録、徐才厚、徐光春、徐守盛、徐紹史、高強、郭伯雄、郭金龍、郭庚茂、黄小晶、黄華華、黄晴宜、黄献中、曹建明、盛光祖、常万全、符廷貴、康日新、章沁生、梁光烈、梁保華、彭小楓、彭清華、葛振峰、董貴山、蔣巨峰、韓正、韓長賦、喩林祥、儲波、童世平、温家宝、謝旭人、強衛、路甬祥、靖志遠、蔡武、廖暉、廖錫龍、薄熙来、戴秉国、戴相龍、魏礼群

最も重要な中共中央政治局常務委員会のメンバーも決められた。高齢を理由に曽慶紅、呉官正、羅幹が削られ、一方で、「政治新星」あるいは「第五代準領導（指導者）」とも言われている習近平、李克強、胡錦濤の子飼いと言われる胡春華、令計画が入れられた。これらは2008年初頭に引退する前代幹部や2007年に死亡した黄菊に代わって党の権力交替が起こったことを象徴している。なお、得票状況は公開されておらず、当落の結果だけが公開されている。

## 一中全会
中国共産党第十七屆中央委員会第一次全体会議は2007年10月22日午前から北京で行われた。選挙により、中国共産党指導者として次のものが選ばれた。（得票状況は公開されていない。）
1. 党総書記：胡錦濤
2. 党中央政治局常務委員会委員:
  - 胡錦濤、呉邦国、温家宝、賈慶林、李長春、習近平、李克強、賀国強、周永康
3. 中央政治局委員(姓の筆記順)：
  - 習近平、王剛、王楽泉、王兆国、王岐山、回良玉(回族)、劉淇、劉雲山、劉延東、李長春、李克強、李源潮、呉邦国、汪洋、張高麗、張徳江、周永康、胡錦濤、兪正声、賀国強、賈慶林、徐才厚、郭伯雄、温家宝、薄熙来
4. 中央書記処書記：
  - 習近平、劉雲山、李源潮、何勇、令計画、王滬寧
5. 党中央軍事委員会： 
  - 主席：胡錦濤
  - 副主席：郭伯雄、徐才厚
  - 委員：梁光烈、陳炳徳、李継耐、廖錫龍、常万全、靖志遠、呉勝利、許其亮
6. 中央紀律検査委員会：
  - 書記：賀国強
  - 副書記：何勇、張恵新、馬馼(女)、孫忠同、干以勝、張毅、黄樹賢、李玉賦
  - 常務委員会委員(姓の筆記順)：干以勝、馬馼(女)、王偉、令狐安、孫忠同、杜学芳(女)、李玉賦、呉玉良、呉毓萍、邱学強、何勇、張軍（中国語版）、張毅、張紀南、張恵新、屈万祥、賀国強、黄樹賢、蔡継華